# プリュトン (ミサイル)
プリュトン（フランス語: Missile Pluton）は、フランス陸軍が運用していた自走地対地核ミサイル（短距離弾道ミサイル）。AMX-30戦車のシャーシを改造した輸送起立発射機に1発搭載されている。Plutonとは、プルートーを指すフランス語である。
アメリカ合衆国製のMGR-1オネストジョンを更新した短距離弾道ミサイルである。射程が短く西ドイツ領内を対象とするのが限界である。そのためプリュトンの更新ミサイルの開発は、より長射程のアデスミサイルの開発につながった。
運用面においては、初撃として警告的に投入される核戦力としての面を有していた。
CT.20を観測機として使用することで、リアルタイムで目標を指示することが可能となっていた。